# Gummarus Crets
Petrus Josephus Gummarus Crets (Broechem, 5 november 1858 - Averbode, 15 februari 1944) was een Vlaams norbertijn. Van 1887 tot 1942 was hij abt van de abdij van Averbode en van 1922 tot 1937 was hij abt-generaal van de norbertijnenorde.

## Levensloop
Op 11 oktober 1876 trad Crets in in de abdij van Averbode. Op 3 juni 1882 werd hij te Mechelen tot priester gewijd. Op 3 mei 1887 werd hij tot abt van de abdij van Averbode gewijd. Onder zijn abbatiaat traden veel nieuwe novicen in de abdij in en werden de abdijgebouwen uitgebreid. In 1894 werd in de abdijkerk een nieuw altaar geplaatst, toegewijd aan Onze-Lieve-Vrouw van het Heilig Hart. In 1899 werd eveneens een Heilig Hartaltaar ingewijd. Vanaf 1896 zond de abdij van Averbode ook medebroeders en missionarissen naar Brazilië, waar ze een parochie en bedevaartplaats met een apostolische school inrichtten. Vanaf 1908 traden ook Braziliaanse kandidaten in in de abdij van Averbode. In 1903 zond Crets twee medebroeders naar Denemarken, waar ze de parochie Vejle stichtten. In juni 1936 huldigde hij het Mariapark naast de abdij in. Op 4 februari 1942 werd hij als abt van Averbode door Emmanuel Gisquière opgevolgd. Op het einde van zijn abbatiaat telde de abdijgemeenschap van Averbode 230 leden, viermaal meer dan in 1887.
Op 26 april 1922 werd Crets abt-generaal van de norbertijnenorde. Hij volgde in deze functie de Duitser Norbert Schachinger op. Op 30 september 1937 nam hij eervol ontslag als abt-generaal van zijn orde en werd hij opgevolgd door zijn landgenoot Hubertus Noots.
Crets was bestuurder van de Aartsbroederschap van Onze-Lieve-Vrouw van het Heilig Hart, algemeen leider van de Eucharistische Kruistocht (die in 1920 door de norbertijnen van Averbode werd gesticht) en voorzitter van de oud-studentenbonden van de faculteiten Godsgeleerdheid en Kerkelijk Recht aan de Hogeschool te Leuven.